# 年龄规范
年龄规范，指社会对某个年龄段的人群应该如何思考和如何行为的社会规范或标准。与年龄角色、年龄越轨等概念关系密切。年龄规范是个人生活的社会环境中对他年龄角色的定义所决定的，而对年龄规范的不遵守，则会造成年龄越轨。